# Paule Carrère-Dencausse
Pour les articles homonymes, voir Carrère d'Encausse, Carrère et Encausse (homonymie).
Paule Dencausse (avant son mariage) puis Paule Carrère-Dencausse (après son mariage) est une pianiste française, concertiste et enseignante, née le 22 décembre 1891 à Bordeaux et morte le 20 octobre 1969.

## Biographie
Paule Dencausse fait de brillantes études musicales au conservatoire de Bordeaux : 1er prix de solfège, de piano en 1906, de musique de chambre en 1908, d’harmonie en 1910 et de contrepoint et de fugue en 1912. Elle est lauréate du concours international Musica de piano en 1912.
Elle étudie ensuite la composition avec Julien-Fernand Vaubourgoin qui lui dédiera son Scherzo en ut mineur et obtient une médaille d’argent au concours de composition musicale (Romance sans paroles).
Tout d’abord accompagnatrice d’une classe de chant au conservatoire de Bordeaux, elle y est nommée professeur de solfège en 1920 et professeur de cours supérieur de piano en 1931, poste qu’elle occupe jusqu’en 1963. Elle est également professeur à l'académie Marguerite Long dont elle crée le centre régional à Bordeaux.
Elle épouse Georges Carrère en 1925 et se produit dès lors sous le nom de Paule Carrère-Dencausse. Elle sera également, avec Eugène Feillou (altiste) et Henri Barouk (violoncelliste),  membre du Quatuor Georges Carrère.
Des grands noms comme Cortot, Fauré, Planté, Roger-Ducasse, Roussel ou Saint-Saëns apprécient son talent. Louis Beydts lui dédie sa première œuvre pour piano. Ses qualités d’accompagnatrice sont également reconnues : elle est l’accompagnatrice de référence de Louis Rosoor tout au long de leurs carrières et accompagne Charles Panzéra en 1931 à Bordeaux.
Elle forme de très nombreux élèves dont plusieurs deviendront virtuoses, compositeurs ou professeurs.

### Famille
Elle est la mère de Micheline Carrère, pianiste (ancien chef de chant à l'opéra de Bordeaux), et de Louis-Edouard Carrère, dit Carrère d'Encausse, marié à l'historienne Hélène Carrère d'Encausse.
Elle est aussi la grand-mère de 5 petits enfants : l'écrivain et réalisateur Emmanuel Carrère, l'avocate Nathalie Carrère, la médecin et journaliste Marina Carrère d'Encausse, Olivier Manceau et Marie-Dominique Manceau.